# Flora Perini
Flora Perini (Roma, 20 de novembre de 1887 – setembre de 1975) fou una mezzosoprano italiana, que desenvolupà la seva carrera arreu d'Europa i Sud Amèrica i els Estats Units. Va cantar un ampli repertori que incloïa obres de compositors veríssims com Mascagni, compositors de bel canto com Rossini i Bellini, les grans òperes italianes de Verdi, les òperes alemanyes de Strauss i Wagner i les òperes russes de Rimsky-Korsakov. Va cantar en nombroses estrenes al llarg de la seva carrera, incloent la creació del paper de la princesa en la producció original de 1918 de Suor Angelica de Puccini o la protagonista de Goyescas, de Granados.

## Biografia
Estudià a l'Academia Nacional de Santa Cecília de la seva ciutat natal, on el 1907 aconseguí la medalla d'or; l'any següent debutà a La Scala de Milà en el paper d'Anacoana, a l'òpera Cristoforo Colombo, de Franchetti. Després cantà successivament a Venècia, Madrid, Barcelona, Buenos Aires i Nova York.
El 1910 va cantar com a Xenia a Boris Godunov, amb Adamo Didur al Teatro Colón de Buenos Aires. Després va tornar a aquest teatre moltes vegades cantant com a Herodias, a Salome, de Richard Strauss el 1913 i Annina, a Der Rosenkavalier, el 1915. Al Teatro Regio de Torí, dirigit per Ettore Panizza, va debutar el 21 de desembre. El 1912 cantà Cristoforo Colombo, amb Giuseppe Nessi, i el 1913 és la veu celestial a Don Carlo amb Nessi, Giuseppe De Luca (baríton) i Mansueto Gaudio i Gutruna a Il crepuscolo degli dei, amb Giuseppe Danise. També va cantar a Buenos Aires en l'estrena de l'òpera El sueño de Alma, de Carlos López Buchardo el 1914.
El 1915, la Perini va fer el seu debut als Estats Units, al Metropolitan Opera House de Nova York en el paper de Lola a Cavalleria rusticana, de Pietro Mascagni, amb De Luca. Després va cantar en 338 actuacions al Met en els següents nou anys interpretant els papers d'Amneris a Aida, Enrichetta a I Puritani, Hedwige a Guglielmo Tell, Maddalena a Rigoletto, Mercédès a Carmen, Nancy a Martha, Rossweisse a Die Walküre, la fada de primavera a The Snow Maiden, Suzuki a Madama Butterfly i Teresa a La Sonnambula. Després va crear els papers de Konchakovna a Il principe Igor el 1915, Pepa a Goyescas d'Enric Granados el 1916, Smaragdi a Francesca da Rimini, de Riccardo Zandonai, la princesa a Suor Angelica, de Giacomo Puccini, el 1918, Pantasilée a La Reine Fiammette, de Xavier Leroux, el 1919, "Light" a L'Oiseau bleu (adaptat per Albert Wolff de L'uccellino azzurro) el 1919 i Larina a Eugeni Onegin, al 1920.
Perini va pertànyer a la primera generació de cantants que van fer gravacions fonogràfiques, i així se la pot escoltar en l'enregistrament fet al 1917 per a la Victor Talking Machine Company, del quartet de Rigoletto, «Bella figlia dell'amore», amb Amelita Galli-Curci, Enrico Caruso i Giuseppe De Luca.